# Дятел-кардинал
Дятел-кардинал (Campephilus) — рід дятлоподібних птахів родини дятлових (Picidae). Представники цього роду мешкають в Америці.

## Опис
Дятли-кардинали — дятли середнього і великого розміру, середня довжина яких становить 28-60 см, а вага 178-570 г. Мексиканський дятел-кардинал є найбільшим представником родини дятлових, його довжина становить 56-60 см. Забарвлення дятлів-кардиналів переважно строкате, чорно-біле, голова часто червона, іноді чорна або чорно-біла. У деяких видів на голові є помітний червоний або чорний чуб. Четвертий (великий) палець довгий і функціональний. Лапи дятлів-кардиналів більш широко розставлені, ніж у інших дятлів, що створює враження, ніби вони "обіймають" стовбур дерева.
Дятли-кардинали живуть в лісах, живляться личинками і лялечками комах. Вони зазвичай не барабанять, а стучать по стовбурах характерним подвійним або потрійним стуком.

## Види
Виділяють дванадцять видів:
- Дятел-кардинал білощокий (Campephilus pollens)
- Campephilus splendens[10]
- Дятел-кардинал вохристощокий (Campephilus haematogaster)
- Дятел-кардинал червоношиїй (Campephilus rubricollis)
- Дятел-кардинал бразильський (Campephilus robustus)
- Дятел-кардинал чорногорлий (Campephilus melanoleucos)
- Дятел-кардинал світлодзьобий (Campephilus guatemalensis)
- Дятел-кардинал гуаякильський (Campephilus gayaquilensis)
- Дятел-кардинал білоспинний (Campephilus leucopogon)
- Дятел-кардинал магеланський (Campephilus magellanicus)
- Дятел-кардинал великодзьобий (Campephilus principalis)
- Дятел-кардинал мексиканський (Campephilus imperialis)

Відомий також вимерлий вид Campephilus dalquesti, скам'янілі рештки якого були знайдені у відкладеннях часів пізнього плейстоцену у окрузі Скаррі в штаті Техас, США.

## Етимологія
Наукова назва роду Campephilus походить від сполучення слів дав.-гр. καμπη — гусінь і φιλος — любитель.